# Ghita Nørby
Ghita Nørby (Copenhague, 11 de janeiro de 1935) é uma atriz dinamarquesa. Ela é uma das atrizes dinamarquesas mais ativas e famosas da segunda metade do século 20 e início do século 21.

## Biografia
Ghita se formou na escola estudantil do Royal Theatre em 1956 e, desde então, participou de várias peças de teatro. Além disso, ela apareceu em vários filmes e séries de TV dinamarquesas, como The Baroness from the Gas Station (1960), That Brief Summer (1976), Matador (1978-1982), Memories of a Marriage (1989), The Kingdom (1994 e 1997), The Eagle (2004-2006), Silent Heart (2014), Key House Mirror (2015) e Before the Frost (2018). Por suas atuações, ela recebeu vários prêmios Bodil, incluindo um Bodil Honorário em 2012, e um Robert prisen Honorário em 2013.
Ela foi nomeada Cavaleiro da Ordem do Elefante em 1973, e nomeada Comandante em 1996.